# قره‌چان‌لی پایین
قره‌چان‌لی پایین (به لاتین: Aşağı Qaraçanlı) یک منطقه مسکونی در جمهوری آذربایجان است که در شهرستان کلبجر واقع شده است.